# November 2001
Dit artikel geeft een chronologisch overzicht van alle belangrijke gebeurtenissen per dag in de maand november van het jaar 2001.

## Gebeurtenissen

### 1 november
- Nederland biedt de VS F-16 straaljagers en Orion-patrouillevliegtuigen aan voor de oorlog in Afghanistan.

### 2 november
- Monsters, Inc. breekt het record, doordat er meer kaartjes zijn verkocht voor de film dan elke andere animatiefilm. Voor alle filmgenres staat de film op nummer zes in de lijst van beste kaartenverkoop.

### 4 november
- Wereldpremière van Harry Potter en de Steen der Wijzen in Londen. Het is de eerste verfilming van de wereldwijd populaire kinderboekenreeks van J.K. Rowling over tovenaarsleerling Harry Potter.

### 5 november
- De dagbladen De Gelderlander en Arnhemse Courant gaan samen, waardoor de grootste regionale krant van Nederland ontstaat. De Gelderlander wordt als naam gehandhaafd.

### 6 november
- De Belgische luchtvaartmaatschappij Sabena wordt failliet verklaard door de handelsrechtbank.
- Nadat de IRA een groot deel van zijn wapens heeft ingeleverd, keert David Trimble terug als leider van de Noord-Ierse regering.

### 7 november
- De serieverkrachter uit Utrecht heeft opnieuw een slachtoffer gemaakt. Een 16-jarig meisje is verkracht door dezelfde man, zo blijkt uit het DNA-profiel, die vijf jaar geleden verscheidene vrouwen heeft verkracht maar door de politie niet is gevonden. De politie had het onderzoeksteam afgelopen mei opgeheven.

### 9 november
- De VS vragen Nederland officieel om een concrete militaire bijdrage in verband met de aanval op Afghanistan. Nederland stuurt 1.400 militairen en drie fregatten.

### 10 november
- Het Nederlands voetbalelftal speelt in Kopenhagen met 1-1 gelijk tegen Denemarken in een vriendschappelijk duel. Doelpuntenmaker voor Oranje is Jimmy Floyd Hasselbaink, die op slag van rust een strafschop benut. George Boateng (Aston Villa) maakt zijn debuut in de ploeg van bondscoach Louis van Gaal.

### 11 november
- Felix Limo wint de Zevenheuvelenloop in Nijmegen in een tijd van 41.29. Hij verbetert hiermee niet alleen het parcoursrecord, maar ook het wereldrecord. Bij de vrouwen gaat de zege in de achttiende editie naar Rose Cheruiyot.

### 12 november
- De Taliban wordt verdreven uit Kaboel.
- Om circa 09.15 uur plaatselijke tijd stort een Airbus A300, vlucht 587 met bestemming Dominicaanse Republiek, neer op de New Yorkse woonwijk Queens. De aanwijzingen duiden volgens deskundigen niet op terrorisme. Het vliegtuig vervoert 246 (volgens sommige bronnen 255) passagiers en negen bemanningsleden; 150 van de inzittenden zijn Dominicanen. Geen van de inzittenden overleeft het ongeluk. Het betekent het tweede vliegtuigdrama in New York in twee maanden tijd.
- Om 6.00 uur gaat in Vlaanderen Q-music van start. Q-music is eigendom van de Vlaamse Media Maatschappij.
- Seriemoordenaar Willem van Eijk wordt gearresteerd. Hij bekent drie moorden.

### 13 november
- Kaboel (Afghanistan) valt in handen van de Noordelijke Alliantie. De Taliban worden uit de stad verjaagd.

### 14 november
- De bouwondernemingen HBG, NS-dochter Strukton en KSS hebben vervolging wegens fraude bij de aanleg van de Schipholspoortunnel afgekocht door een schikking te treffen met het Openbaar Ministerie. PvdA-woordvoerder Rob van Gijzel wil dat het schikkingsvoorstel alsnog ongedaan wordt gemaakt.

### 15 november
- Zo'n zesduizend werknemers van kinderdagverblijven staken voor een beter salaris. Een kwart van de kinderen wordt door deze actie niet opgevangen.

### 16 november
- Nieuw wereldrecord voor Domino Day met 3.540.562 omgevallen stenen.

### 17 november
- Voetballer Jaap Stam (Lazio Roma) is na een wedstrijd betrapt op het gebruik van het verboden middel nandrolon. Hij is de derde Nederlandse international die positief werd bevonden. Stam zegt onschuldig te zijn.

### 19 november
- Lleyton Hewitt lost Gustavo Kuerten na dertig weken af als nummer één op de wereldranglijst der tennisprofessionals; de Australiër moet die positie na 75 weken afstaan aan Andre Agassi.

### 25 november
- Officiële oprichting van de partij Leefbaar Nederland, bedoeld als koepel voor de succesvolle lokale Leefbaar-partijen. Pim Fortuyn wordt tot lijsttrekker gekozen.
- Paus Johannes Paulus II verklaart vier geestelijken heilig. De nieuwe heiligen zijn: Paula Montal Fornes de San José de Calasanz (1799-1889), stichteres van het Instituut van de Dochters van Maria; Leonie Francoise de Sales Aviat (1844-1914), stichteres van de Congregatie van de Zusters Oblaten van de H. Franciscus de Sales; Maria Crescentia Hoss (1682-1744), zuster van de Derde Orde van de H. Franciscus, Giuseppe Marello (1844-1895) en bisschop en stichter van de Congregatie van de Oblaten van St. Josef.

### 27 november
- PvdA-Kamerlid Rob van Gijzel treedt terug uit onvrede over de gang van zaken rond de bouwfraude. "Vertrouwen kun je niet afbedelen noch afdwingen. Vertrouwen wordt je gegeven, voluit of niet", aldus Van Gijzel.
- Op beelden van ruimtetelescoop Hubble wordt ontdekt dat er op de planeet Osiris water en zuurstof aanwezig is, en dat zij een blauwe staart heeft bestaande uit waterstof.

### 28 november
- Binnen het CDA breekt een crisis uit over het leiderschap. Uiteindelijk zullen fractievoorzitter Jaap de Hoop Scheffer en partijvoorzitter Marnix van Rij beiden opstappen. Jan Peter Balkenende wordt de nieuwe fractievoorzitter.

### 29 november
- De directie van AFC Ajax ontslaat trainer Co Adriaanse.

### 30 november
- Louis van Gaal stopt als bondscoach van het Nederlands voetbalelftal.

## Overleden
<< · januari · februari · maart · april · mei · juni · juli · augustus · september · oktober · november · december · >>